# Кртиш
Кртиш (словац. Krtíš) — река в Словакии, протекающая по территории Банска-Бистрицкого края.
Длина реки — 35,48 км, площадь водосборного бассейна — 233,921 км². Код — 4-24-02-634.
Берёт начало на восточном склоне горы Врсач (622 м) на высоте около 580 м над уровнем моря. Протекает через города Вельки-Кртиш и Модри-Камень.